# Долгодеревенское
Долгодереве́нское — село в Челябинской области, административный центр Сосновского муниципального района и Долгодеревенского сельского поселения. Расположено в 10 км к северу от северной окраины областного центра городаЧелябинска. Название дано по деревне Долгой, из которой, предположительно, были родом первопоселенцы, или по фамилии выходца из Челябинской крепости Петра Дементьева, сына Долгунова, также из тех мест.

## История
Основано в 1748 году при мельнице хорунжего С. Племянникова, у переправы через реку Зюзелгу (левый приток Миасса), в районе её устья. Первые попытки заложить здесь селение до основания Челябинской крепости в 1736 году оказались неудачными из-за набегов  кочевников башкир. В начале XIX века Долгодеревенское обозначено на карте у почтового тракта из Челябинска в Екатеринбург, в селе насчитывалось 58 дворов (401 житель: 76 казаков, 325 крестьян). В 1841 году крестьяне были переведены в казаки, деревня стала центром Долгодеревенской станицы. В 1866 году было 142 двора, 891 жителей, имелись православная церковь, часовня, почтовая станция; в 1900 году — 1099 жителей, были построены 2 школы, водяная мельница на реке Миасс; в 1916 году — 1584 жителей; в 1926 году — 1491 житель, появились фельдшерский и ветеринарный пункты. С 1936 года Долгодеревенское является административным центром Сосновского района, после Великой Отечественной войны располагалась центральная усадьба учебно-опытного хозяйства ЧИМЭСХ.

## Современность
В 1990-х годах Долгодеревенское практически полностью утратило сельскохозяйственную направленность, на территориях бывших ферм, молокозавода развернулось коттеджное строительство. На окраинах выросли коттеджные районы (п. Газовик, п. Молзавод).

## Социальная инфраструктура
На территории села действуют три банка, 6 детских садов, Долгодеревенская средняя общеобразовательная школа, районный дом культуры, детская школа искусств,
детско-юношеская спортивная школа, физкультурно оздоровительный комплекс «Уралтрансгаз» с плавательным бассейном, современный стадион «Олимп», спортивные клубы «Бокс» (бокс), «Альянс» (футбол) и т. п., районный историко-краеведческий музей, районная библиотека, районная больница.

## Религия
Православные храмы
- Свято-Троицкий храм

Мечети
- Ведётся строительство мечети

## Население
| 1959  | 1970  | 1979  | 1983  | 1989  | 1997  | 2002  |
| ----- | ----- | ----- | ----- | ----- | ----- | ----- |
| 2497  | ↗3584 | ↗4867 | ↗5415 | ↗6143 | ↗6297 | ↗7027 |
| 2009  | 2010  | 2021  |       |       |       |       |
| ↗7989 | ↘7700 | ↗9407 |       |       |       |       |

По Всероссийской переписи населения 2002 года: русские — 85,2 %, башкиры — 5,4 %, татары — 3  %, украинцы — 2,4 %, армяне — 1 %.
По Всероссийской переписи населения 2010 года: русские — 85,1 %, башкиры — 5,2 %, татары — 3,6 %, украинцы — 1,9 %, армяне — 1,2 %.

## Промышленность
На территории Долгодеревенского сельского поселения действует ЧЛПУ МГ «Газпром трансгаз Екатеринбург».
Предприятия-налогоплательщики Долгодеревенского сельского поселения: 68 предпринимателей, 337 хозяйствующих субъектов. Наиболее крупные предприятия: ЧЛПУ МГ «Газпром Уралтрансгаз-Екатеринбург». Доля собственных доходов поселения в местном бюджете 85,55 %.

## Транспорт
В селе хорошо развито транспортное сообщение как с Челябинском так и с другими городами. Работают как предприятия индивидуального такси, так и предприятия маршрутного такси, осуществляющие, в основном, сообщение с Челябинском и с ближайшими поселками. Также через село проходят множество междугородных транспортных маршрутов, в основном, между Челябинском и городами северного, северо-восточного и северо-западного направлений.